# 埃米莉·利特尔
埃米莉·利特尔（英語：Emily Little，1994年3月29日—），澳大利亚女子竞技体操运动员。她曾代表澳大利亚参加2010年英联邦运动会体操比赛，获得一枚金牌和一枚银牌。她也曾参加2012年夏季奥林匹克运动会。